# Planaxidae
Planaxidae zijn een familie van weekdieren uit de klasse van de Gastropoda (slakken).

## Taxonomie
De volgende taxa zijn bij de familie ingedeeld:
- Onderfamilie Fossarinae A. Adams, 1860
  - Geslacht Anafossarus Iredale, 1936
  - Geslacht Chilkaia Preston, 1915
  - Geslacht Fossarus Philippi, 1841
  - Geslacht Larinopsis Gatliff & Gabriel, 1916
  - Geslacht Medoriopsis Cossmann, 1888 †
  - Geslacht Vouastia Raspail, 1909 †
- Onderfamilie Planaxinae Gray, 1850
  - Geslacht Cabania Lozouet & Senut, 1985 †
  - Geslacht Fissilabia MacGillivray, 1836
  - Geslacht Halotapada Iredale, 1936
  - Geslacht Hinea Gray, 1847
  - Geslacht Holcostoma H. Adams & A. Adams, 1853
  - Geslacht Leioplanaxis Lozouet & Maestrati, 1994 †
  - Geslacht Orthochilus Cossmann, 1889 †
  - Geslacht Planaxis Lamarck, 1822
  - Geslacht Simulathena Houbrick, 1992
  - Geslacht Supplanaxis Thiele, 1929

### Synoniemen
- - Geslacht Fossar Gray, 1847 => Fossarus Philippi, 1841
  - Geslacht Maravignia Aradas & Maggiore, 1844 => Fossarus Philippi, 1841
  - Geslacht Angiola Dall, 1926 => Hinea Gray, 1847
  - Geslacht Leucostoma Swainson, 1840 => Fissilabia MacGillivray, 1836
  - Geslacht Quoyia Gray, 1839=> Fissilabia MacGillivray, 1836